# Símbolo sexual

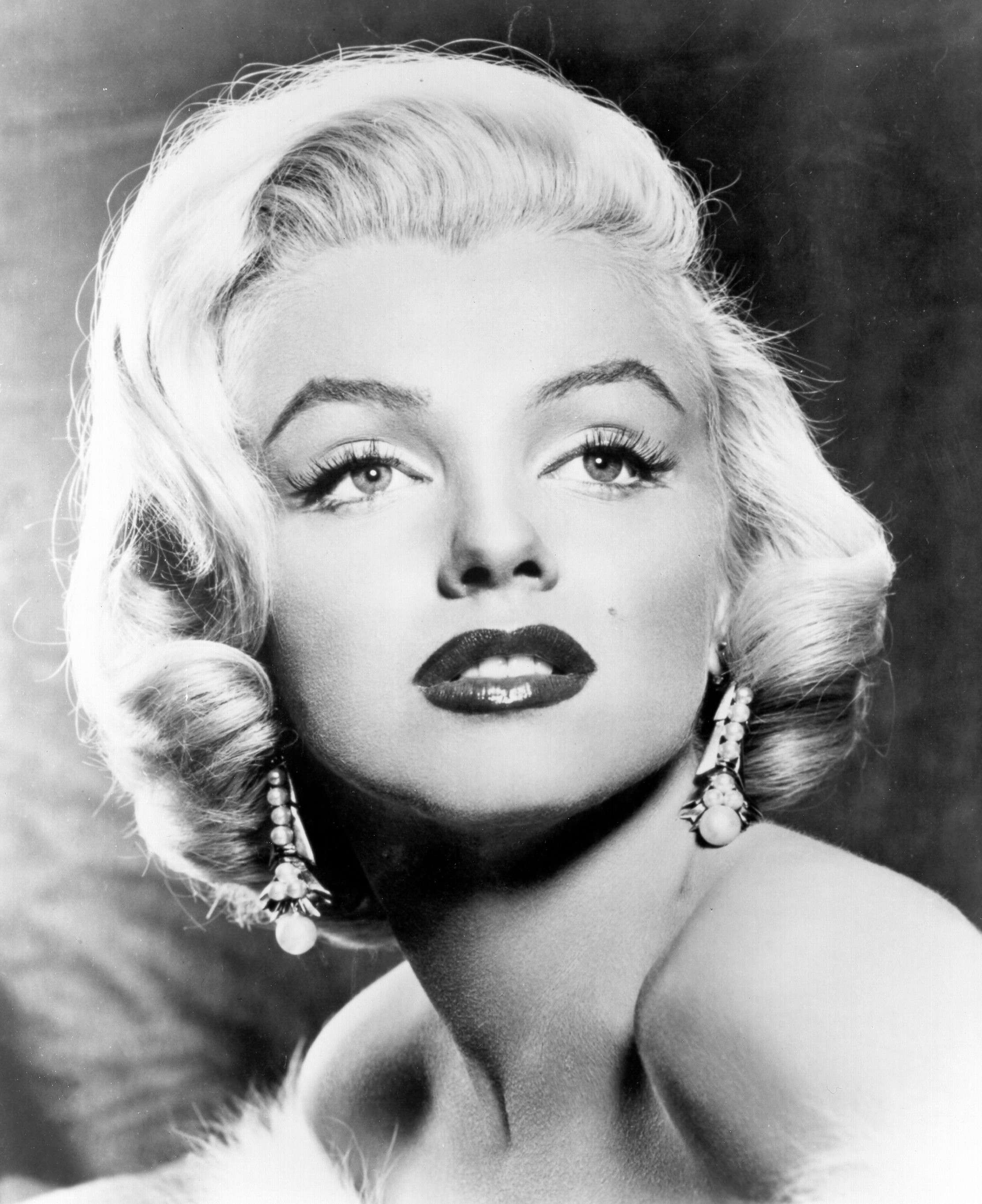
La actriz Marilyn Monroe es uno de los símbolos sexuales más populares de Hollywood.

Un icono sexual (llamado asimismo símbolo sexual en su traducción literal del inglés: sex symbol) es una persona famosa por ser considerada sexualmente atractiva.
El término fue utilizado por primera vez a mediados de la década de 1950 por la popularidad de muchas estrellas de cine, como Marilyn Monroe, Brigitte Bardot, Raquel Welch, etc. Aunque historiadores como Norman Taylor aseguran que Theda Bara se convirtió en la primera figura del cine en ser considerada una sex symbol. Por la parte masculina, la biógrafa Eve Golden dijo que Rodolfo Valentino fue el primer gran representante. Con frecuencia, varios medios de comunicación sitúan a Marilyn Monroe como el mayor símbolo sexual de la historia. En épocas más recientes, Madonna se ha convertido en «el nombre más mencionado de todos los íconos sexuales» según Chuck Klosterman en el libro Sex, Drugs, and Cocoa Puffs (2003). Asimismo, la artista ha dado origen a varios análisis y estudios académicos sobre los valores sexuales, la forma de entender la sexualidad humana en general y las relaciones sexuales en particular.

## Historia y fuentes
Mata Hari es considerada como uno de los íconos sexuales más representativos del siglo XIX.
La industria cinematográfica ha tenido la mayor importancia en el surgimiento de los símbolos sexuales diseminando imágenes de gente bella por todo el mundo. Uno de los primeros símbolos sexuales fue la actriz danesa Asta Nielsen en las décadas de 1910 y 1920. Desde sus inicios, Hollywood ha contribuido con numerosos iconos sexuales; algunos de ellos han sido: Marilyn Monroe, Madonna, Greta Garbo, Raquel Welch, Ursula Andress, Claudia Cardinale, Jacqueline Bisset, Jean Harlow, Farrah Fawcett, Brigitte Bardot, Ava Gardner, Rita Hayworth y Grace Kelly. Entre las figuras sexuales masculinas están Marlon Brando, Elvis Presley, Alain Delon, James Dean, Robert Redford, Clark Gable, Paul Newman, Jon Bon Jovi, Freddie Mercury, etc.
Aunque el cine es importante, hoy en día los símbolos sexuales también surgen de la televisión y, en particular, de series de televisión y videoclips. A muchas «supermodelos» de la industria de la moda se les considera asimismo como íconos sexuales.

### Ídolo juvenil
Muchos ídolos adolescentes son igualmente íconos sexuales. En particular, los admiradores de los grupos musicales formados por chicos o chicas jóvenes así los consideran. Estos admiradores suelen enfocar su atención en un único miembro del grupo, aunque el grupo entero se considera un símbolo sexual por asociación.

### Ficticios
También pueden alcanzar la popularidad símbolos sexuales ficticios, animados o virtuales. Estos casos se suelen dar especialmente entre fanáticos de anime y manga (a los que se les denomina otaku), y sus idolatrados personajes suelen protagonizar dōjinshis (trabajos realizados por los propios fanáticos), algunos de los cuales suelen tener naturaleza erótica (ecchi) o pornográfica (hentai) —véase también bishōjo y bishōnen—. Además del anime y el manga, otras fuentes de numerosos íconos sexuales son las animaciones no japonesas y los videojuegos. Uno de los símbolos sexuales más conocidos en esto último son los personajes Mai Shiranui y Shermie, provenientes de la saga The King Of Fighters y Fatal Fury.

## Significado alternativo
Por otro lado, la expresión símbolo sexual puede referirse a los dos símbolos que suelen representar el sexo biológico de un organismo: ♀ para las hembras y ♂ para los machos.